# Ma Lin (signore della guerra)
Ma Lin (in arabo ﻣَﺎ  لٍ‎? , 馬麟T, 马麟S, Mǎ LínP, Ma LinW (Linxia, 1873 – Qinghai, 26 gennaio 1945) è stato un generale e politico cinese, governatore dello Qinghai dal 1931 al 1938 e fratello di Ma Qi.

## Biografia
Musulmano nato nel 1873, succedette a suo fratello come generale nel sud-est della provincia di Gansu, consigliere del governo provinciale dello Qinghai e direttore facente funzione dell'Ufficio per la  costruzione della provincia del Qinghai. Suo padre era Ma Haiyan che aveva combattuto nella ribellione dei Boxer alla Battaglia di Langfang ed era morto di cause naturali nel 1900.
Ma Lin ha assistette lo Xidaotang (comunità religiosa islamica) nel presentare un ricorso contro Ma Anliang, dopo la sua morte nel 1919, per ottenere il riconoscimento come setta musulmana legittima.
Il suo pronipote Ma Zhongying conquistò la città di Hezhou negli anni 1920 in una battaglia durante il conflitto musulmano a Gansu (1927-1930), e sconfisse l'esercito di Ma Lin, che era stato inviato a riconquistare la città. Ma Lin sconfisse Ma Ting-hsiang (Ma Tingxiang) e succedette a suo fratello Ma Qi come governatore dello Qinghai dopo la sua morte nel 1931, anche se il potere militare rimase nelle mani di suo nipote, generale Ma Bufang, che era succeduto a suo padre, Ma Qi, come comandante militare.
In 1932, durante il suo governo sulla Qinghai, scoppiò la guerra sino-tibetana. Il suo rappresentante personale era Chao Pei-lei.
Ma Lin tenne la posizione di governatore civile mentre Ma Bufang era governatore militare. Zio e nipote erano in contrasto tra di loro e la gente non ammirava Ma Bufang tanto quanto suo zio Ma Lin, che era adorato dal popolo. Ma Lin svolgeva il suo incarico di governatore nello yamen e il suo segretario era un certo  Feng.
Nell'autunno del 1936 Ma Bufang fece un tentativo di espellere lo zio e prendere il suo posto facendo la sua posizione instabile e insopportabile finché Ma Lin non rassegnò le dimissioni per fare Hajj a La Mecca. Al ritorno dal pellegrinaggio andò a far parte del Comitato del governo nazionale. In un'intervista venne descritto avere "alta ammirazione e incrollabile lealtà verso Chiang Kai-shek", ed era interessato al progresso della guerra contro il Giappone.
Venne segnalato come un uomo pio e la sua moschea di famiglia era in buono stato. La nuova setta Yihewani (Ikhwan) era patrocinata e sostenuta da Ma Lin e Ma Bufang per contribuire a modernizzare la società, l'istruzione e a riformare le vecchie tradizioni.
Nel 1942 partecipò al 36° Concilio di Stato e l'unico altro membro di religione musulmana era l'uiguro Masud Sabri.
Egli realizzò l'Hajj a La Mecca accompagnato da 123 persone tra cui gli Imam Ma Debao e Ma Zhengqing, che riportarono in Cina l'ideologia salafita/wahhabita, che gli imam Yihewani respinsero prontamente come eretica. Suo nipote Ma Bufang, governatore dello Qinghai, persecutori i salafiti/wahhabbiti.
Morì il 26 gennaio 1945.
Suo figlio maggiore Ma Burong (Ma Pu-jung) 馬步榮 passò dalla parte dei comunisti, dopo il 1949, e donò 10.000 Yuan per sostenere le truppe cinesi nella guerra di Corea. Egli aveva anche un altro figlio, Ma Buyuan (Ma Pu-yüan) 馬步援.